# Eupithecia packardata
Eupithecia packardata là một loài bướm đêm trong họ Geometridae.